# Peucedanum nymanii
Peucedanum nymanii är en flockblommig växtart som beskrevs av Minosuke Hiroe. Peucedanum nymanii ingår i släktet siljor, och familjen flockblommiga växter. Inga underarter finns listade i Catalogue of Life.